# Kostel Všech svatých (Jaroměřice)
Filiální kostel Všech svatých v Jaroměřicích (zvaný také Dolní kostel) je nejstarší stavební památka v této obci a je kulturní památka České republiky.

## Historie
Kostel Všech svatých byl postaven zřejmě již ve 12. století jako gotická jednolodní stavba s věží. Zpočátku byl přifařen ke staršímu kostelu v Biskupicích. Poté býval kostelem farním, avšak po husitských válkách v 15. století duchovní správa v Jaroměřicích zanikla. V 16. století tu až do Bílé hory roku 1620 působili českobratrští duchovní. Majitel jaroměřického panství Jan Bartodějský z Bartoděj (panství vlastnil v letech 1609-1611) byl kostel s největší pravděpodobností přestavěn. Svědčí o tom např. zvon z roku 1611 „pro slávu a ke cti Všem svatým“ i zvon s nápisem „O rex gloriae veni cum pace“ (Ó králi slávy, přijď s pokojem). Za této přestavby byla asi také snesena klenba kněžiště, odsekány opěrné pilíře apsidy, zrušena gotická lomená okna a do boků lodi vestavěny dvě boční kaple. Od roku 1714 byl kostel Všech svatých filiálním kostelem nově zbudovaného kostela na Kalvárii, kde byla ustavena prozatímní duchovní správa. Roku 1809 byla zřízena samostatná farnost Jaroměřice.
Kostel několikrát vyhořel. Např. roku 1893 ho zasáhl blesk a značně poškodil. Opravy se tehdy ujal kostelní konkurenční spolek v čele s předsedou a zároveň starostou obce M. Henzlem. Roku 1911 musela být kvůli špatné statice zbořena a vystavěna do větších rozměrů vstupní chodba kostela. V letech 1986-1987 byla provedena důkladná rekonstrukce kostela, která však byla provedena značně necitlivě. Při poslední opravě roku 1999 byly ve věžní báni nalezeny doklady vložené sem při předešlých opravách roku 1767 a 1904 (dobové mince, dvě listiny s poselstvím budoucím generacím).

## Vybavení kostela
K nejhodnotnějšímu a nejstaršímu vnitřnímu vybavení patří náhrobní kámen z roku 1562 s vyobrazením rytíře Jana z Linhartic, který sídlil na jaroměřické tvrzi. Náhrobník se nachází po pravé straně ve zdi kněžiště a je opatřen reliéfem postavy rytíře s erbem a nápisem: „Léta Páně 1562 v pátek před svatým Pavlem na víru obrácení v hodinu 9 na noc umřel jest urozený pán Jan rytíř z Linhartic a na Jaromierzicich a tuto pochován jest. Jan Milici byl mistr na hrob.“ Kolem nohy rytíře se vine had, což může být narážkou na smrt uštknutím či otrávením.
Zvony Cyril a Metoděj, Panna Maria a sv. Václav ulité broumovským mistrem Oktávem Vintrem byly pořízeny roku 1928 z darů jaroměřických občanů, ale na jaře 1942 byly zrekvírovány na válečné účely.

## Památky v okolí kostela
Okolo kostela se původně rozkládal obecní hřbitov. Dnes se na tomto zatravněném zhruba trojúhelníkovitém prostranství nachází v rozích socha sv. Jana Nepomuckého z roku 1882, socha sv. Floriána a kříž z roku 1819. Kromě toho tu od 18. století v malé kapli – tzv. Pilátově domě začíná křížová cesta na Kalvarské poutní místo.